# Diacodexis
Diacodexis è un genere di mammiferi artiodattili vissuti nell'Eocene inferiore (circa 50 milioni di anni fa); i suoi rappresentanti sono considerati fra i più antichi e primitivi artiodattili conosciuti.
Della taglia di un coniglio, Diacodexis doveva anche comportarsi in modo molto simile. Le lunghe zampe posteriori erano dotate di metapodi allungati, che rivelano un buon adattamento alla corsa e al salto. Il femore possiede una caratteristica primitiva, ovvero la presenza di un terzo trocantere. Diacodexis era un animale digitigrado, che si affidava alla fuga per scampare ai predatori dell'epoca. Questo animale di forme snelle possedeva un cranio sottile con una dentatura completa di tipo bunodonte, anche se molto primitiva. La specie più antica è D. pakistanicus del subcontinente indiano, mentre una specie molto ben conosciuta è la nordamericana D. metsiacus. Altri resti dell'animale sono conosciuti in Europa.